# Centrale nucléaire Duane Arnold

La centrale nucléaire Duane Arnold est située à environ 3 km au nord de Palo dans le comté de Linn et à 12 km au nord-ouest de Cedar Rapids dans l'Iowa sur un terrain de 2 km2. Cette centrale est le seul site nucléaire de l'Iowa.

## Description
La centrale est équipée d'un unique réacteur à eau bouillante (REB) du type Mark I construit par General Electric :
- Duane Arnold : 566 MWe, mis en service en 1974 pour 40 puis 60 ans (2034).

Anomalie : comme pour tous les réacteurs du type Mark I, la seconde enceinte de confinement a été sous-dimensionnée à l'origine avec 90 % de chances de rupture en cas d'accident d'après la NRC (Nuclear Regulatory Commission). Cette erreur de conception a été corrigée par un système de contournement qui permet de récupérer les gaz radioactifs en cas d'accident.

Capitalisation : Les parts sont dorénavant (*) partagées entre :
- FPL Energy (70 %) qui est aussi l'exploitant ;
- Central Iowa Power Cooperative (20 %) ;
- Corn Belt Power Cooperative (10 %).

(*) C'est en janvier 2006 que FPL Energy, une filiale de FPL Group a acheté 70 % des parts cédées par l'ancien propriétaire "Alliant Energy-Interstate Power and Light". 